# يايزو (شيزوكا)
مدينة يايزو (بالإنجليزية: Yaizu)‏ هي أحد المدن التابعة لمحافظة شيزوكا. تأسست رسميًا في 01/03/1951. ويقدر عدد سكانها بـ 120331 نسمة حسب تقدير مكتب الإحصاء الياباني لعام 2012. تبلغ مساحة يايزو 46.01 كم2. بكثافة سكانية تبلغ 2615 نسمة/كم2.

## توأمة
ليايزو (شيزوكا) اتفاقيات توأمة مع:
- هوبارت

## أعلام
- يوشيكييو كوبوياما
- تاتسويا يازاوا
- ميتسوهيرو ميساكي
- ريوجي موتشيزوكي
- تيتسويا إيشيدا